# Nagy fenyőormányos
A nagy fenyőormányos (Hylobius abietis) a rovarok (Insecta) osztályának a bogarak (Coleoptera) rendjébe, ezen belül a mindenevő bogarak (Polyphaga) alrendjébe és az ormányosbogár-félék (Curculionidae) családjába tartozó faj.

## Előfordulása
A nagy fenyőormányos Európától Japánig honos. Néha tömegesen elszaporodik.

## Megjelenése
A nagy fenyőormányos 0,8-1,3 centiméter hosszú. Színe a vörösbarnától a feketéig változó, sárga foltok tarkítják. Könnyen összetéveszthető más fajokkal, de a legismertebb és leggyakoribb ormányos[forrás?].

## Életmódja
A nagy fenyőormányos fenyvesekben él. A bogár a fenyők megrágásával súlyos károkat okoz.

## Szaporodása
A nőstények frissen kivágott luc- és erdeifenyők tönkjébe rakják petéiket. A lárvák a talajban fejlődnek, korhadó fatuskókkal és gyökerekkel táplálkoznak.